# Jean Debroux
Jean Debroux (14 mei 1942) is een Belgische voormalige atleet, die zich had toegelegd op het verspringen. Hij werd eenmaal Belgisch kampioen.

## Biografie
Debroux werd in 1962 Belgisch kampioen verspringen. Hij was aangesloten bij Racing Club Brussel.

## Belgische kampioenschappen
| Onderdeel   | Jaar |
| ----------- | ---- |
| verspringen | 1962 |

## Persoonlijke records
| Onderdeel   | Prestatie | Datum        | Plaats  |
| ----------- | --------- | ------------ | ------- |
| 100 m       | 10,6 s    | 1963         |         |
| 200 m       | 21,9 s    | 1972         |         |
| 400 m       | 47,9 s    | 1963         |         |
| verspringen | 7,33 m    | 28 juli 1962 | Brussel |

## Palmares

### 200 m
- 1962:  BK AC – 22,1 s
- 1964:  BK AC – 22,1 s

### 400 m
- 1964:  BK AC – 48,8 s
- 1966:  BK AC – 49,1 s

### verspringen
- 1962:  BK AC – 7,33 m
- 1968:  BK AC – 6,93 m